# Galphimia radialis
Galphimia radialis är en tvåhjärtbladig växtart som beskrevs av C.E.Anderson. Galphimia radialis ingår i släktet Galphimia och familjen Malpighiaceae. Inga underarter finns listade i Catalogue of Life.